# Andreas Geipl
Andreas Geipl (* 21. April 1992 in Bad Kohlgrub) ist ein deutscher Fußballspieler, der seit Juli 2023 für den SSV Jahn Regensburg aktiv ist.

## Laufbahn
Geipl wechselte im Jahr 2003 als Elfjähriger vom FC Bad Kohlgrub im Landkreis Garmisch-Partenkirchen zum TSV 1860 München und durchlief seitdem sämtliche Jugendmannschaften der Löwen. Für die U17 und U19 seines Vereins spielte er in der B-Junioren- bzw. in der A-Junioren-Bundesliga Süd/Südwest. 2010/11 erreichte er mit seiner Mannschaft das Halbfinale in der Endrunde um die deutsche A-Jugend Meisterschaft. Geipl war in dieser Saison Mannschaftskapitän und hatte mit sieben Toren bei 22 Einsätzen maßgeblichen Anteil am Teamerfolg. Direkt im Anschluss wechselte er in die Regionalligamannschaft der Münchener, der er insgesamt drei Spielzeiten lang angehörte. Nach 13 Einsätzen in seiner ersten Saison, entwickelte er sich zum Stammspieler. Mit der Löwen-Reserve wurde er 2013 Meister der Regionalliga Bayern, scheiterte jedoch in der Relegation am Aufstieg in die 3. Liga. In der Saison 2013/14 trainierte Geipl regelmäßig mit den Profis und schaffte mehrfach den Sprung in den Zweitligakader. Zu einem Einsatz kam er jedoch nicht. 
Daraufhin wechselte der Mittelfeldspieler zur Saison 2014/15 zum Drittligisten SSV Jahn Regensburg. Mit dem Verein stieg er in die Regionalliga ab und kehrte nach einem Jahr als Meister wieder in die 3. Liga zurück. In der Saison 2016/17 gelang ihm mit dem Verein der Durchmarsch in die 2. Bundesliga. 2015 erlitt Geipl einen Kreuzbandriss und fiel für ein halbes Jahr aus, nach seiner Rückkehr konnte er sich einen Stammplatz erarbeiten.
Zur Saison 2020/21 verließ der Oberbayer Regensburg nach sechs Jahren und wechselte zum 1. FC Heidenheim, bei dem er einen bis Juni 2023 gültigen Vertrag unterzeichnete. Da sein Vertrag beim künftigen Bundesligisten nicht verlängert wurde, kehrt Geipl zur Saison 2023/24 zum SSV Jahn Regensburg zurück und unterschreibt einen Vertrag bis Juni 2025.

## Erfolge
1. FC Heidenheim
- Meister 2. Bundesliga 2023 und Aufstieg in die Bundesliga

SSV Jahn Regensburg
- Meister der Regionalliga Bayern 2016 und Aufstieg in die 3. Liga
- Aufstieg in die 2. Bundesliga 2017